# 滇鳔冠花
滇鳔冠花（学名：Cystacanthus yunnanensis）是爵床科鳔冠花属的植物，为中国的特有植物。分布在中国大陆的云南等地，生长于海拔1,000米至2,100米的地区，目前尚未由人工引种栽培。
其种加词 yunnanensis 意为“云南的”。